# Charles Tyrwhitt
Charles Tyrwhitt (også kendt som CT Shirts) er en britisk tøjforhandler, der er specialiseret i herretøj som skjorter, sko, jakkesæt, strik og beklædningstilbehør. Virksomheden har også visse linjer til kvinder.
Charles Tyrwhitt blev grundlagt som et postordrefirma i 1986 af Nicholas Charles Tyrwhitt Wheeler, mens han studerede på Bristol University. Wheeler har udtalt, at han startede sin virksomhed, fordi han mente at han "kunne lave en skjorte bedre en nogen anden". Charles Tyrwhitt bruger salgsmodellen high-low pricing.
I 1997 åbnede firmaet sin første fysiske butik på Jermyn Street, London, der er en gade kendt for mange skjorteforhandlere. Charles Tyrwhitts flagskibsbutik ligger nu på Jermyn Street 98–100.